# Theodore Roosevelt Lake Bridge

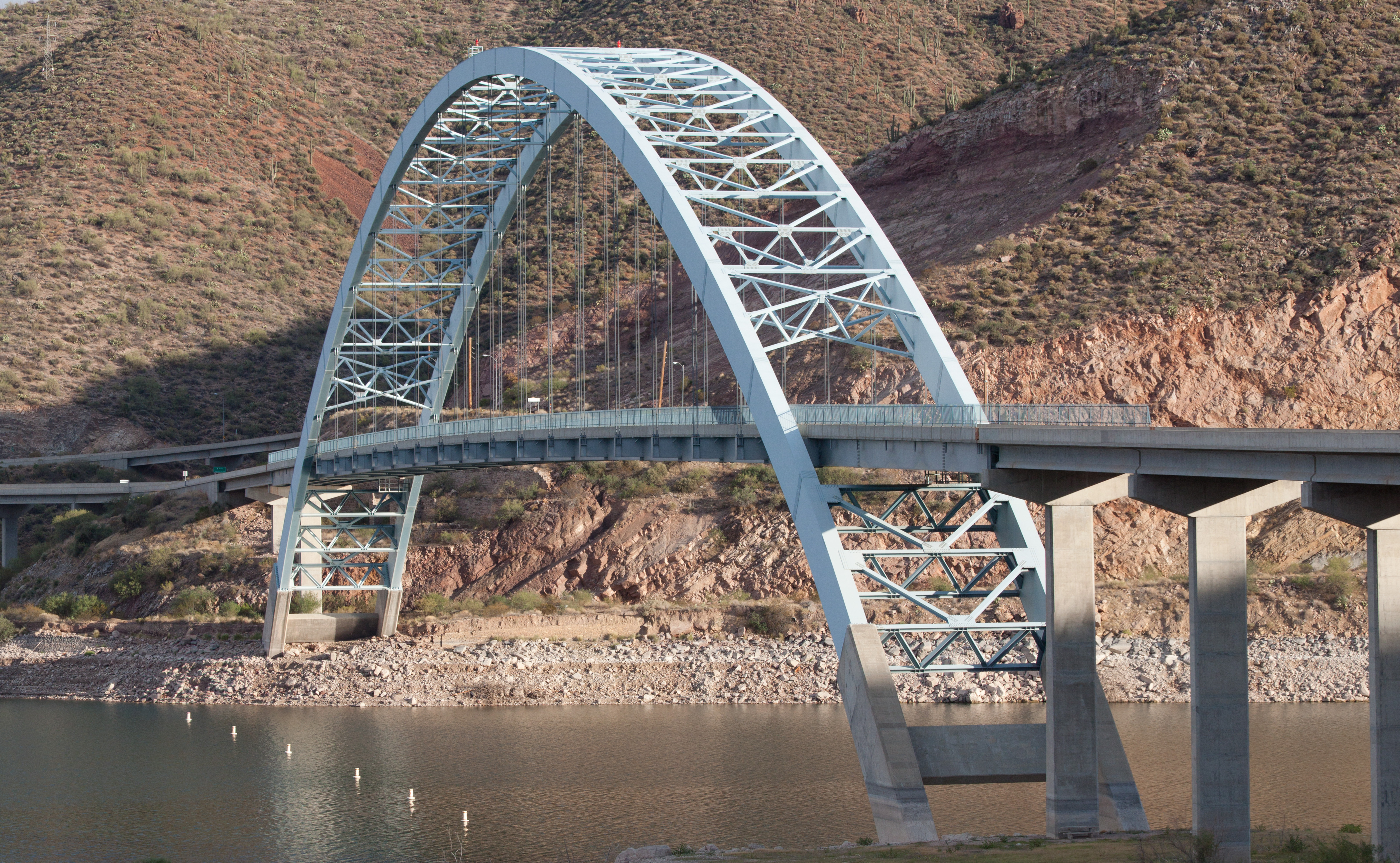

De Theodore Roosevelt Lake Bridge is een brug over het Theodore Roosevelt Lake tussen Gila County en Maricopa County in de Amerikaanse staat Arizona. Voorafgaand aan de voltooiing reisde het verkeer op Arizona State Route 188 over de kroon van de Theodore Roosevelt Dam. De voltooiing van de brug ontlastte het verkeer over de dam. De dam was in 1911 ontworpen om de breedte van twee Ford Model T-auto's te accommoderen, maar door de toenemende voertuigbreedte doorheen de 20e eeuw kon de dam alleen eenrichtingsverkeer ondersteunen totdat in 1992 de nieuwe brug werd geopend.
Volgens het United States Bureau of Reclamation werd de brug in 1995, samen met andere bruggen zoals de Brooklyn Bridge en de Golden Gate Bridge, door de American Consulting Engineers Council vermeld als een van de twaalf beste brugontwerpen in de Verenigde Staten. Het bouwcontract werd in 1992 gegund aan Edward Kraemer & Sons, Inc. uit Plain, Wisconsin, met een totale kostprijs van $ 21,3 miljoen USD. De brug was aanvankelijk hemelsblauw geverfd, maar is sindsdien wit geworden.
Staalmateriaal voor de brug maakte oorspronkelijk deel uit van de Washington Street in Boston, Massachusetts. Toen het viaduct daar in 1987 werd afgebroken, werd het staal naar Japan verscheept en tot staven gesmolten en vervolgens opnieuw verscheept als bouwmateriaal.